# Mark Wahlberg
Mark Robert Michael Wahlberg, także pod pseudonimem Marky Mark (ur. 5 czerwca 1971 w Dorchester) – amerykański aktor (dwa razy nominowany do Oscara), producent filmowy, piosenkarz i model.

## Życiorys

### Wczesne lata
Urodził się w Dorchester w stanie Massachusetts. Jego matka Alma Elaine (z domu Donnelly) była urzędniczką bankową i pomocą pielęgniarską i była spokrewniona z pisarzem Nathanielem Hawthorne, natomiast ojciec Donald Edmond Wahlberg, Sr. był kierowcą dostawcą. Wychowywał się z pięcioma braćmi: Arthurem, Jamesem, Paulem, Robertem (ur. 18 grudnia 1967) i Donaldem (ur. 17 sierpnia 1969) oraz trzema siostrami: Debbie (zm. 2003), Michelle i Tracey. Jego ojciec był pochodzenia szwedzkiego i irlandzkiego, natomiast matka – irlandzkiego, francusko-kanadyjskiego i angielskiego. W 1982 roku, gdy miał jedenaście lat, jego rodzice rozwiedli się; po rozwodzie został z matką. Wkrótce porzucił szkołę Copley Square High School w Bostonie i w wieku czternastu lat zaczął na siebie zarabiać, kradnąc i handlując narkotykami, za co był notowany przez policję.

### Kariera
W 1985, po odbyciu odsiadki, pomocną dłoń wyciągnął do niego jego starszy brat Donnie, ówczesny członek znanego boysbandu New Kids on the Block, z którym był związany przez sześć miesięcy.

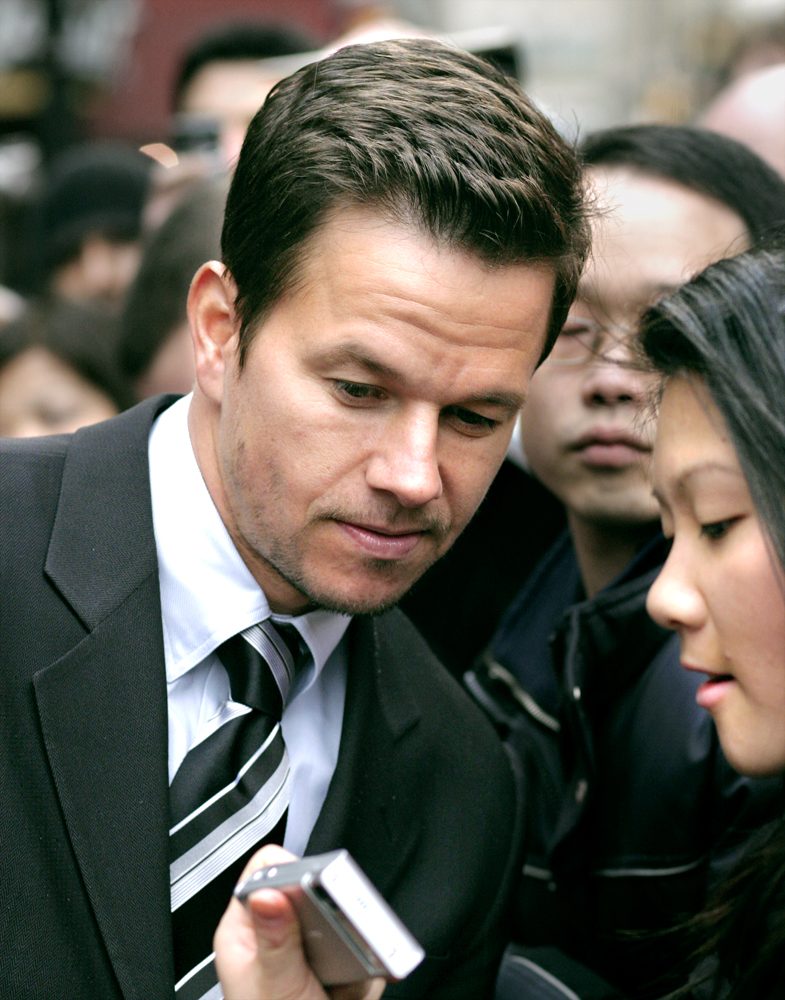
Mark Wahlberg, 2007

W 1988 roku, jako szesnastolatek, został skazany na czterdzieści pięć dni więzienia za pobicie dwóch Wietnamczyków. Następnie Donnie skomponował dla brata, występującego solo pod pseudonimem Marky Mark, z towarzyszącym zespołem The Funky Bunch, parę utworów w stylu hip-hopu, najsłynniejszy z nich to „Good Vibrations” (1991), oraz wyprodukował za własne pieniądze jego debiutancką płytę „Music for the People” (1991), która doczekała się statusu platynowej. Został nowym idolem nastolatków w bejsbolówce i luźno opadających spodniach, a w czasie koncertów ściągał spodnie i chwytał się za krocze.
W 1991 roku przez dwa lata brał udział w roznegliżowanej reklamie męskiej bielizny słynnego kreatora mody Calvina Kleina, pojawił się na wielkich billboardach z Kate Moss i fotografowany był przez Herba Rittsa. Trafił też na okładki magazynów „Interview” (w lutym 1992), „YM” (w lutym 1993), „Penthouse” (w marcu 1993), „Esquire” (w czerwcu 1993, w czerwcu 2014), „GQ” (w lipcu 2000, w edycji niemieckiej we wrześniu 2013), „Vanity Fair” (w sierpniu 2001), „Men’s Health” (we wrześniu 2005, w czerwcu 2008, w grudniu 2010, w edycji angielskiej w styczniu 2012, w sierpniu 2012, w lutym 2014, we wrześniu 2016, w lutym 2018, w edycji rumuńskiej w marcu 2018), „Muscle & Fitness” (w edycji tureckiej w maju 2013, w marcu 2017, w lipcu 2017) i „Maxim” (w lipcu 2015).
W 1993 muzyczna kariera Wahlberga zaczęła podupadać z powodu rasistowskich wyzwisk pod adresem czarnoskórych uczniów i odkrycia przez dziennikarzy sprawy pobicia Wietnamczyków, a Mark został okrzyknięty rasistą. Swoją autobiografię zaś zadedykował penisowi, przy okazji opisując burzliwy romans z Madonną. Jeszcze większy atak prasy spowodowało wzięcie w obronę przez Marka muzyka dancehall Shabby Ranksa, który nieopatrznie w wywiadzie zażartował, iż „wszyscy homoseksualiści powinni zostać ukrzyżowani”. W USA został wówczas obiektem ataków zarówno prasy, jak i mniejszości narodowych i seksualnych.
Gdy druga płyta „You Gotta Believe” (1992) nie sprzedawała się tak dobrze jak poprzednia, rozpoczął karierę aktorską. Po występie w programie HBO Ben Stiller zaprasza (The Ben Stiller Show, 1993), zagrał w telewizyjnym thrillerze Zastępstwo (The Substitute, 1993) jako student, który odkrywa, że nowa nauczycielka literatury nie jest tym, za kogo się podaje.
Zadebiutował na dużym ekranie rolą buntowniczego szeregowego Tommy’ego Lee Haywooda w komediodramacie Penny Marshall Inteligent w armii (Renaissance Man, 1994) u boku Danny’ego DeVito i Jamesa Remara. W biograficznym dramacie kryminalnym Przetrwać w Nowym Jorku (The Basketball Diaries, 1995) z Leonardo DiCaprio pojawił się jako Mickey, niespokojne dziecko ulicy. W dreszczowcu Jamesa Foleya Strach (Fear, 1996) z Reese Witherspoon zagrał postać psychopaty dotkniętego morderczą obsesją, za którą był nominowany do nagrody MTV.

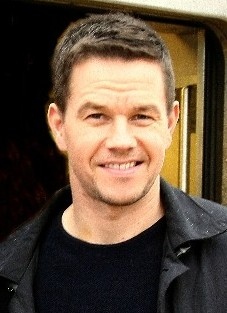
Mark Wahlberg, 2011

Kreacja Dirka Digglera, gwiazdora porno-bizesu lat 70. o przyrodzeniu niespotykanych rozmiarów w dramacie Boogie Nights (1997) została odebrana z uznaniem przez widzów i krytyków. Za rolę sierżanta pierwszej klasy Troya Barlow w filmie Złoto pustyni (Three Kings, 1999) wraz z George’em Clooneyem i Ice Cube odebrał nagrodę Blockbuster Entertainment. Jako producent filmowy przebojowego serialu HBO Ekipa (Entourage, 2004–2007) z udziałem Adriana Greniera otrzymał nagrodę Brytyjskiej Akademii Filmowej (BAFTA). Rola detektywa sierżanta Dignama z rodzinnego Bostonu w dramacie kryminalnym Martina Scorsese Infiltracja (The Departed, 2006) przyniosła mu nagrodę krytyków w Bostonie, National Society of Film Critics Award, National Board of Review i nominację do nagrody Oskara i Złotego Globu.
W roku 2017 trafił na listę magazynu „Forbes” jako najlepiej opłacany aktor świata, który zarobił 68 mln dolarów. Osiągnął takie wpływy dzięki występom w filmach Tata kontra tata 2 i Transformers: Ostatni rycerz.

### Życie prywatne
Spotykał się z Nicole Eggert, Jasmin St. Claire, Traci Bingham (1991), Kate Moss (1992), Soleil Moon Frye (1992-93), Shannen Doherty (1992), gwiazdą porno Savannah (1993; w 1994 popełniła samobójstwo), Reese Witherspoon (1995-97), Tammy Pobi (1997), Chiną Chow (1997-2000), Jaime Rishar (1998), Jordaną Brewster (od 2000 do czerwca 2001), Fridą Andersson (2000) i Rachel Hunter (2000).
W 2000 związał się z modelką Rheą Durham (ur. 1 lipca 1978), z którą 3 sierpnia 2009 wziął ślub. Ma z nią czworo dzieci – dwie córki: Ellę Rae (ur. 2 września 2003) i Margaret Grace (ur. 11 stycznia 2010) oraz dwóch synów: Michaela (ur. 22 marca 2006) i Brendana Josepha (ur. 16 września 2008).
Zaangażowany w działania Kościoła rzymskokatolickiego i cotygodniowe Msze św. Wahlberg otwarcie popiera małżeństwa osób tej samej płci, pomimo sprzeciwu Kościoła. We wrześniu 2015 przeprosił papieża Franciszka za brutalne żarty, które zrobił w komedii Setha MacFarlane’a Ted, a w październiku 2017 w publicznym wywiadzie przeprowadzonym przez katolickiego kardynała Blase’a Cupicha z Chicago stwierdził, że szukał przebaczenia od Boga, wcielając się w aktora porno w Boogie Nights.
Zamieszkuje zamknięte osiedle North Beverly Park w Beverly Hills pod adresem 71 Beverly Park Ln, Beverly Hills, CA 90210, najlepiej zarabiającej dzielnicy Los Angeles, ze średnim dochodem gospodarstwa domowego wynoszącym 502 440 dol.. Posiada także nieruchomości w Newton w stanie Massachusetts, a także w Las Vegas.

## Dyskografia

### Z Funky Bunch
Albumy
- 1991: Music for the People
- 1992: You Gotta Believe

Single
- „Good Vibrations”
- „Wildside”
- „I Need Money”
- „Peace”
- „You Gotta Believe”
- „Gonna Have A Good Time”

### Z Prince Ital Joe
Albumy
- 1994: Life in the Streets
- 1995: The Remix Album

Single
- „Happy People”
- „Life in the Streets”
- „United”
- „Babylon”
- „Rastaman Vibration”

### Solo
Single
- 1995: „No Mercy”
- 1996: „Hey Dj”
- 1997: „Feel the Vibe”
- 1997: „Best of My Love”

## Filmografia

### Filmy fabularne
| Rok  | Tytuł                                                        | Rola                                                     | Reżyser               |
| ---- | ------------------------------------------------------------ | -------------------------------------------------------- | --------------------- |
| 1993 | Zastępstwo (The Substitute, TV)                              | Ryan Westerberg                                          | Martin Donovan        |
| 1994 | Inteligent w armii (Renaissance Man)                         | szeregowy Tommy Lee Haywood                              | Penny Marshall        |
| 1995 | Przetrwać w Nowym Jorku (The Basketball Diaries)             | Mickey                                                   | Scott Kalvert         |
| 1996 | Strach (Fear)                                                | David McCall                                             | James Foley           |
| 1997 | Naciągacze (Traveller)                                       | Pat O’Hara                                               | Jack N. Green         |
| 1997 | Boogie Nights                                                | Eddie Adams/Dirk Diggler                                 | Paul Thomas Anderson  |
| 1998 | Mocne uderzenie (The Big Hit)                                | Melvin Smiley                                            | Kirk Wong             |
| 1999 | Koruptor (Corruptor)                                         | Danny Wallace                                            | James Foley           |
| 1999 | Złoto pustyni (Three Kings)                                  | SFC Troy Barlow                                          | David O. Russell      |
| 2000 | Ślepy tor (The Yards)                                        | Leo Handler                                              | James Gray            |
| 2000 | Gniew oceanu (The Perfect Storm)                             | Bobby Shatford                                           | Wolfgang Petersen     |
| 2001 | Planeta Małp (Planet of Apes)                                | kapitan Leo Davidson                                     | Tim Burton            |
| 2001 | Gwiazda rocka (Rock Star)                                    | Chris ‘Izzy’ Cole                                        | John Stockwell        |
| 2002 | Prawdziwe oblicze Charliego (The Truth About Charlie)        | Joshua Peters                                            | Jonathan Demme        |
| 2003 | Włoska robota (The Italian Job)                              | Charlie Croker                                           | F. Gary Gray          |
| 2004 | Jak być sobą (I Heart Huckabees)                             | Tommy Corn                                               | David O. Russell      |
| 2004 | Dzieci zza krat (Juvies)                                     | dubbing (także producent)                                | Leslie Neale          |
| 2005 | Czterej bracia (Four Brothers)                               | Bobby Mercer                                             | John Singleton        |
| 2006 | Vince niepokonany (Invincible)                               | Vince Papale                                             | Ericson Core          |
| 2006 | Infiltracja (The Departed)                                   | sierżant Sean Dignam (nominacja do Oscara)               | Martin Scorsese       |
| 2007 | Strzelec (Shooter)                                           | Bob Lee Swagger                                          | Antoine Fuqua         |
| 2007 | Królowie nocy (We Own the Night)                             | kapitan Joseph ‘Joe’ Grusinsky (także producent)         | James Gray            |
| 2008 | Zdarzenie (The Happening)                                    | Elliot Moore                                             | M. Night Shyamalan    |
| 2008 | Max Payne                                                    | Max Payne                                                | John Moore            |
| 2009 | Nostalgia anioła (The Lovely Bones)                          | Jack Salmon                                              | Peter Jackson         |
| 2010 | Nocna randka (Date Night)                                    | Holbrooke                                                | Shawn Levy            |
| 2010 | Policja zastępcza (The Other Guys)                           | Terry Hoitz                                              | Adam McKay            |
| 2010 | Fighter (The Fighter)                                        | Micky Ward (nominacja do Złotego Globu; także producent) | David O. Russell      |
| 2012 | Ted                                                          | John Bennett                                             | Seth MacFarlane       |
| 2012 | Kontrabanda (Contraband)                                     | Chris Farraday (także producent)                         | Baltasar Kormákur     |
| 2013 | Władza (Broken City)                                         | Billy Taggart (także producent)                          | Allen Hughes          |
| 2013 | Sztanga i cash (Pain & Gain)                                 | Daniel Lugo                                              | Michael Bay           |
| 2013 | Agenci (2 Guns)                                              | Stig                                                     | Baltasar Kormákur     |
| 2013 | Ocalony (Lone Survivor)                                      | Marcus Luttrell                                          | Peter Berg            |
| 2014 | Gracz (The Gambler)                                          | Jim Bennett                                              | Rupert Wyatt          |
| 2014 | Transformers: Wiek zagłady (Transformers: Age of Extinction) | Cade Yeager                                              | Michael Bay           |
| 2015 | Nieznajomy z Mojave                                          | Norman                                                   | William Monahan       |
| 2015 | Ted 2                                                        | John Bennett                                             | Seth MacFarlane       |
| 2015 | Tata kontra tata (Daddy’s Home)                              | Dusty Mayron                                             | Sean Anders           |
| 2016 | Dzień patriotów (Patriots Day)                               | sierżant Tommy Saunders                                  | Peter Berg            |
| 2016 | Żywioł: Deepwater Horizon (Deepwater Horizon)                | Mike Williams (także producent)                          | Peter Berg            |
| 2017 | Transformers: Ostatni rycerz (Transformers: The Last Knight) | Cade Yeager                                              | Michael Bay           |
| 2018 | Rodzina od zaraz (Instant Family)                            | Peter „Pete” Wagner                                      | Sean Anders           |
| 2020 | Śledztwo Spensera (Spenser Confidential)                     | Spenser                                                  | Peter Berg            |
| 2020 | Scooby-Doo! (Scoob!)                                         | Brian Crown/Błękitny Sokół                               | Tony Cervone          |
| 2020 | Good Joe Bell (Joe Bell)                                     | Joe Bell                                                 | Reinaldo Marcus Green |
| 2021 | W nieskończoność (Infinite)                                  | Evan McCauley/Heinrich Treadaway                         | Antoine Fuqua         |
| 2022 | Uncharted                                                    | Victor Sullivan                                          | Ruben Fleischer       |
| 2022 | Ojciec Stu (Father Stu)                                      | Ojciec Stuart "Stu" Long                                 | Rosalind Ross         |
| 2022 | Czas dla siebie (Me Time)                                    | Huck Dembo                                               | John Hamburg          |
| 2023 | Plan wycieczki (The Family Plan)                             | Dan                                                      | Simon Cellan Jones    |
| 2024 | Związek (The Union)                                          | Mike McKenna                                             | Julian Farino         |

### Seriale
| Tytuł             | Rola                                   | Reżyser    |
| ----------------- | -------------------------------------- | ---------- |
| Ekipa (Entourage) | w roli samego siebie (także producent) | Doug Ellin |